# 筑波大学計算科学研究センター
筑波大学計算科学研究センター（つくばだいがくけいさんかがくけんきゅうセンター、英語表記：Center for Computational Sciences, University of Tsukuba）は、つくば市天王台一丁目にある、計算機を用いた科学研究とそのための計算機技術の研究を行う機関である。2010年（平成22年）から、共同利用・共同研究拠点「先端学際計算科学共同研究拠点」（Advanced Interdisciplinary Computational Science Collaboration Initiative：AISCI）の認定を受けて活動している。略称はCCS。

## 沿革
筑波大学は1970年代末から、科学技術計算用並列計算機PACS/PAXシリーズを開発・製作してきた。これらの業績を基礎として、1992年から物理学の研究に適した超並列計算機CP-PACSの開発プロジェクトが始まった。また、同時に筑波大学計算物理学研究センターが設置された。CP-PACSは1996年11月の完成時点に614GFLOPSを達成し、世界のスーパーコンピュータTOP500リストの第1位を獲得した。
筑波大学計算科学研究センターは、2004年（平成16年）4月1日に計算物理学研究センターを拡充する形で設置された。物理学、高性能計算システム技術の他に、物質科学、生命科学、環境科学、情報学の各分野が加わった。2009年8月17日にはスーパーコンピュータT2K-Tsukubaを用いて円周率を2兆5769億8037万桁まで算出したと発表し、当時の世界記録を更新した。この記録は2010年1月にフランスの技術者によって破られた。
2011年3月11日以降の東日本大震災による電力危機に伴い、大量の電力を使用するスーパーコンピュータの使用を制限し、名古屋大学や京都大学の設備を借用する措置をとった。同年5月2日にはスーパーコンピュータPACS-CSの運用を再開したが、夏期に節電のために停止する計画があることを同時に発表した。

## 組織
2015年（平成27年）4月に改組を行い、以下の8研究部門で構成されている。
- 素粒子物理研究部門
- 宇宙物理研究部門
- 原子核物理研究部門
- 量子物性研究部門
- 生命科学研究部門
  - 生命機能情報分野
  - 分子進化分野
- 地球環境研究部門
- 高性能計算システム研究部門
- 計算情報学研究部門
  - データ基盤分野
  - 計算メディア分野

## 研究・業務
大規模シミュレーション・大規模データ解析を中心とした方法により、各分野における重要課題の研究を行う。それと共に、超高速計算機システムの開発・製作、および超高速ネットワークに関する計算機科学・情報科学の先進的研究を行う。
また、共同利用・共同研究拠点として、2つのスーパーコンピュータ Pegasus、Cygnus を管理運用している。

## アクセス
- 茨城県つくば市天王台一丁目1番地1 筑波大学筑波キャンパス

首都圏新都市鉄道つくばエクスプレスつくば駅下車。つくばセンター6番バス乗り場から「筑波大学中央」または「筑波大学循環（右回り）」行きに乗車、「第一エリア前」下車。